# Siedliska (Przemyśl)
Pour les articles homonymes, voir Siedliska.
Siedliska est une localité polonaise de la gmina de Medyka, située dans le powiat de Przemyśl en voïvodie des Basses-Carpates.